# Bamse och vulkanön
Bamse och vulkanön är en svensk animerad barnfilm som hade premiär 22 december 2021. Filmen regisserades av Christian Ryltenius och för manus svarade Calle Marthin och Sara Heldt.

## Handling
Just när allt är lugnt och skönt hemma hos Bamse och hans vänner kommer ett nödanrop från Skalmans gamla forskarkollega, biologen Beanka, som mystiskt verkar ha försvunnit på en forskningsresa. Trots att Lille Skutt darrande försöker förklara varför det alltid är dumt att åka på äventyr som man inte vet hur de skall sluta, ger sig våra vänner ut på ett räddningsuppdrag som tar dem förbi hungriga vargar, själviska skurkar och livsfarliga vulkanutbrott.

## Rollista
- Rolf Lassgård — Bamse[8]
- Johan Ulveson — Skalman
- Johan Glans — Lille Skutt
- Sissela Kyle — biologen Beanka
- Rachel Mohlin — Kattja
- Carina Bergfeldt — Carina Mullvad
- Jonatan Unge — portiern

## Produktion
Filmen producerades av Nordisk Film i samproduktion med Film i Väst, SVT och Sluggerfilm. Den planeras bli den första i en filmtrilogi där den andra filmen, Bamse och världens minsta äventyr, släpptes 2023.

## Mottagande
Filmen fick ett positivt mottagande och kritiker och publik och landade på ett snittbetyg på 3,29 enligt Svenska filminstitutet och 3,4 på kritiker.se.
Bamse och vulkanön sågs av 76 881 biobesökare i Sverige 2021 vilket gjorde det till den tredje mest sedda svenska filmen på bio det året.